# Rührende Komödie
Die rührende Komödie oder das rührende Lustspiel (Übersetzung des französischen comédie larmoyante) ist ein Theatergenre des 18. Jahrhunderts, das ein ähnliches Ziel wie das bürgerliche Trauerspiel verfolgt, aber in der Regel glücklich ausgeht. Beide Gattungen kritisieren die Ständeklausel, die besagt, dass in der Tragödie nur Personen von höfischem Stand vorkommen sollten beziehungsweise eine Komödie keine ernsthafte Handlung haben könne. Die Darstellung von ernsten Themen müsse edlen Einzelschicksalen vorbehalten sein, da den niederen Ständen die „Fallhöhe“ fehle.
Während das bürgerliche Trauerspiel die Tragödie mit Hauptfiguren aus dem Bürgertum ergänzt und so die Ständeklausel übergeht, versetzt die „rührende Komödie“ ihr nicht-adliges Personal in ernsthafte Situationen. Sie stellt eine Mischform dar, bei der die generell komödienhafte Handlung durch ernste Elemente angereichert wird. Die Rührung stellt sich durch die Erfahrung allgemein menschlicher Werte ein, die nicht an Stände gebunden sind wie Elternliebe und Kindesliebe (vgl. Empfindsamkeit). Erich Auerbach urteilt, dass die Liebe durch die Comédie larmoyante des 18. Jahrhunderts eine Beziehung zur Lebenswirklichkeit der meisten Menschen erhielt, jedoch die „tragische Würde“ verlor, die sie in der französischen Klassik und vor allem im bürgerlichen Trauerspiel des Sturm und Drang erlangt hatte.
Der Ausdruck rührende Komödie wurde vor allem im 18. Jahrhundert für moralistische Stücke verwendet, in denen die Rührung nicht zum Selbstzweck wird. Der Begriff für jene Gattung, die sich in der Theaterpraxis aufgrund ihres Publikumserfolgs durchsetzt, ist Rührstück. Oft haben Rührstücke keine komödiantischen Elemente mehr, sondern sind bloß aufgrund der sozialen Zusammensetzung ihrer Figuren und ihres Publikums in der Terminologie des 18. Jahrhunderts noch Komödien.
Eine beispielhafte rührende Komödie stellt Die zärtlichen Schwestern von Christian Fürchtegott Gellert dar. In seiner Abhandlung Pro comoedia commovente (1751) erklärt Gellert, dass es „Tugenden“ im „Privatleben“ gebe, die nicht zum Verlachen seien, auch wenn sie nur zur bürgerlichen „Rechtschaffenheit“ gehörten und nicht zur „Größe“ des Adligen, dem die Tragödie vorbehalten ist. Daher solle das „Artige“ in der Komödie das „Grimassenhafte“ überwiegen.